# Баш-Пармак
Баш-Пармак — гора и одноимённая скала характерной формы на её вершине в Крыму, в городском округе Судак, западнее села Весёлого.

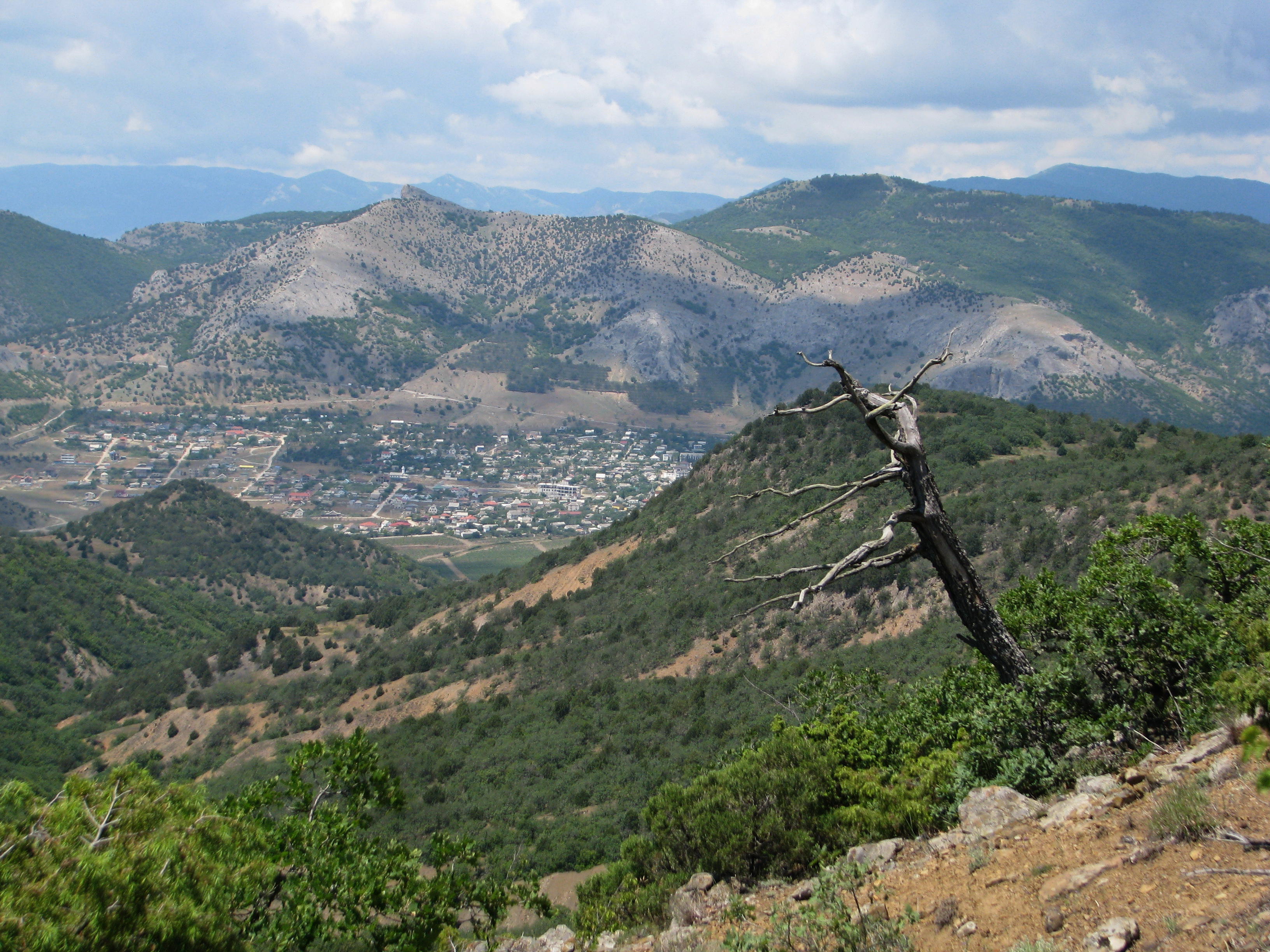
Вид на Весёлое и гору Баш-Пармак с горы Перчем. Фото А. Трифонов

Этимология тюрк. баш пармак — большой (первый) палец. Неправильное название — Чёртов палец.
Высота над уровнем моря 518 метров. Почти обнаженная гора, местами поросшая шибляком, близкая к конической форме, с приметным высоким утесом на вершине, похожим на большой палец. Несмотря на крутизну скалы на вершину можно подняться без снаряжения, но только с севера. По склонам расходится веерообразно несколько скалистых отрогов. Северный отрог — Кучук-Гогерджин-Кая. В 1 км к востоку село Вёселое (Кутлак), по юго-восточному подножью горы проходит трасса дороги Алушта-Судак 35К-005.
В ущелье на юго-западном склоне сезонные родники.